# Närläsning
Närläsning, från nykritikens metod close reading, som har likheter med franskans explication de texte, är en organiserad metod att få grepp om en litterär text. 
I Frankrike har explication de texte varit ett skolämne sedan Napoleontiden.

## Närläsning inom retorisk teori
Närläsning är även ett begrepp inom retorisk teori och är det första steget i att göra en analys av en retorisk artefakt. Närläsningens mål är att besvara två frågor: Vad är författarens syfte, och vilka strategier använder hon i sin text för att nå detta syfte? Anledningen till att närläsningen används innan en specifik analysmetod appliceras är så att analysen inte ska bli färgad av tidigare fördomar eller missuppfattningar av texten. 
Närläsning kan också stå som en analysmetod i sig. Flera olika metoder finns till närläsningen som analysmetod, men främst går den ut på att ställa ett antal frågor till texten. Denna metod lärs ut på amerikanska universitet under namnet retorisk kritik. Browne identifierar fyra grundprinciper för de frågor som bör ställas i närläsningen: en text agerar, form och innehåll som oskiljbara, text skapar kontext och retoriska texter besitter artistiska kvalitéer.

### En text agerar
Den första principen behandlar att alla texter har ett syfte, och påverkar oss på något sätt. Här skiljs på att fråga “vad texten betyder” och “vad texten gör” då textens betydelse kan lyftas direkt genom citering. Mer intressant är hur texten agerar: vad den lyfter och inte lyfter, vilka den riktar sig till och vilka den inte riktar sig till.

### Form och innehåll som oskiljbara
Inom retoriken blir formen en del av budskapet. Det är omöjligt att skilja på form och innehåll då den ena behövs för att förmedla den andra. Form och innehåll är dock inte samma sak, utan måste värderas olika. Budskapet är innehållet och formen är hur det förmedlas, men påverkar även hur publiken uppfattar innehållet. Termerna form och innehåll är dock flytande och omdiskuterade inom retoriska kretsar.

### Text skapar kontext
Närläsning bygger på att se en retorisk artefakt för vad den är och inte baserat på vad den antas vara. Kontexten är däremot ofrånkomlig, då den informerar den retoriska artefakten, men artefakten skapar och påverkar även sin egen kontext. För att bedöma en retorisk artefakt är det viktigt att förstå dess referenser och vad som har påverkat den. Se även: den retoriska situationen

### Retoriska texter besitter artistiska kvalitéer
Den sista principen finns till för att påminna om att retoriska artefakter, främst tal, debattartiklar, krönikor m.m., även innehåller artistiska drag som inte nödvändigtvis finns till för att övertyga. De flesta lyckade retoriska framföranden känns igen på sina artistiska drag, och att hoppa över dessa skulle därför vara felaktigt. Principen återkopplar till den andra principen och varnar analytikern för att enbart leta efter det som övertygar i den retoriska artefakten.